# Nord-Rana kommun
Nord-Rana kommun (norska: Nord-Rana kommune) var en kommun i Nordland fylke i norra Norge. Kommunen omfattade den östra delen av nuvarande Rana kommun och gränsade till de båda svenska länen Norrbotten och Västerbotten i öster respektive i sydöst. Byn Ytteren utgjorde kommunens centralort.

## Administrativ historik
En kommun med namnet Nord-Rana (Nord-Ranen) upprättades 1839 när den dåvarande kommunen Rana (Ranen) delades i två och de båda kommunerna Nord-Rana (Nord-Ranen) respektive Sør-Rana (Sør-Ranen) bildades. 1844 bytte dock de kommunerna namn till Mo respektive Hemnes.
En ny kommun med namnet Nord-Rana upprättades den 1 januari 1923, då genom utbrytning ur Mo kommun.
Den 1 januari 1964 gick Nord-Rana kommun, tillsammans med Mo kommun och delar av kommunerna Nesna och Sør-Rana, upp i den då återbildade Rana kommun. Kommunens hade då 11 636 invånare.

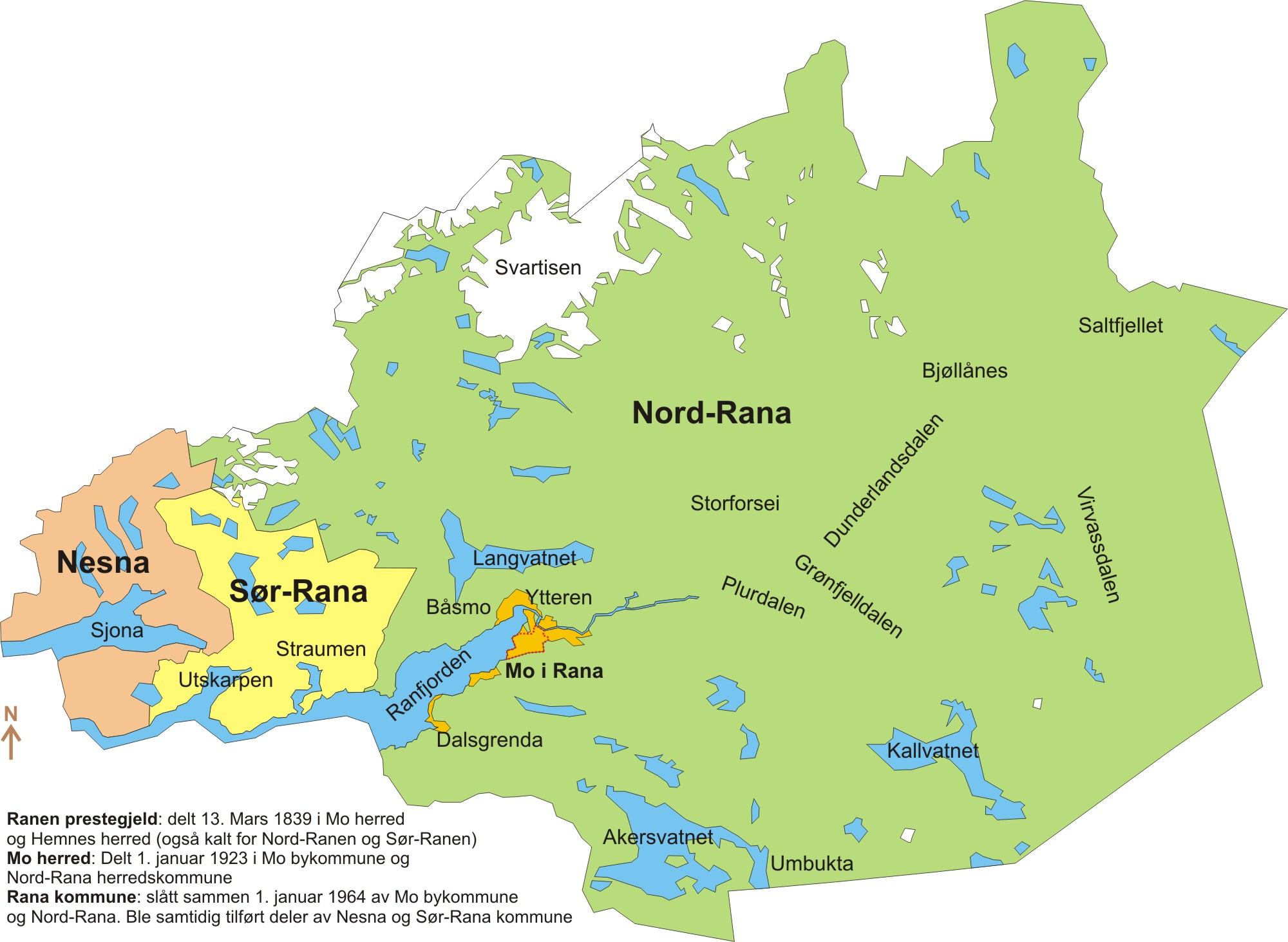
Karta över de områden som 1964 lades samman till nuvarande Rana kommun.